# Boxty
Boxty (irsky: bacstaí) je jeden z tradičních pokrmů irské kuchyně. Jedná se o bramborovou palačinku. Tradičně se podává na svátek Imbolc, což je oslava svaté Brigity Irské. Dá se také zakoupit v supermarketech jako polotovar.[zdroj⁠?!]

## Původ názvu
Slovo boxty nejspíše vychází z irského arán bocht tí, což v překladu znamená chléb chudých domácností.

## Příprava
Těsto na boxty se skládá z brambor, mouky, jedlé sody a podmáslí, někdy se přidává také vejce. Těsto se poté smaží na pánvi.

## Zajímavost
O Boxty existuje v Irsku říkanka:
| „ | "Boxty on the griddle; boxty on the pan. If you can't make boxty, you'll never get a man!" | “ |

V překladu: Boxty je na peci, boxty je na pánvi. Pokud neumíš připravit boxty, nikdy si nenajdeš muže!